# ヨーロッパライオン
ヨーロッパライオン（Panthera leo europaea）は、ヨーロッパ南部のほぼ全域にかつて生息していた、ライオンの1絶滅亜種。西暦100年ごろまでは生存が確認されるものの、その後、地上から姿を消した。
系統は一般的に persica 亜種（P. l. persica、インドライオン）の分派（同一種）と考えられているが、別系統の europaea 亜種（P. l. europaea、ヨーロッパライオン）であるとする説もある（本項の体裁はこの説に準拠している）。あるいはまた、spelaea 亜種（P. l. spelaea、ホラアナライオン）、もしくは、fossilis 亜種（P. l. fossilis、ヨーロッパホラアナライオン）の、最後の生き残りではないかとも考えられている。 

## 分布
先史時代および有史時代の半ばにおいて、ヨーロッパライオンは、西はイベリア半島から、南フランス・イタリア半島・バルカン半島を経てギリシャ北部に至る、ヨーロッパ南部のほぼ全域（南ヨーロッパ全域および西ヨーロッパ南西部〈南フランス〉）に分布していたことが知られている。当時これらの地域では、ヘラジカなどのシカ科、および、オーロックスやヨーロッパバイソンなどといったウシ科を始めとする、多様な有蹄動物を含む大型と中型の草食獣が数多く生息したと見られ、本種はそれらを捕食する大型肉食獣のニッチ（生態的地位）を担ってヨーロッパ側の地中海沿岸地域および温暖な森林地帯に暮らしていたと考えられる。

## 絶滅
絶滅は有史時代に入ってからのことではあるが、このライオンの亜種について後世に伝えられていることは少ない。
まず、古代ギリシアのアリストテレスやヘロドトスが著したところによれば、本種と思われるライオンはバルカン半島で紀元前1000年ごろ（cf.）に発見されたという。また、ペルシア王クセルクセス1世はペルシア戦争でマケドニアを進軍しているさなかの紀元前480年（cf.）に数頭のライオンと遭遇したとしている。イタリアにおいては本種は紀元前20年より前に絶滅したらしく、西ヨーロッパ南部および南ヨーロッパ西部でも紀元1世紀の間には絶滅したと思われる。そうして紀元70年ごろにもなると、ヨーロッパライオンの生息域は、ギリシア北部のハリアクモン川とメスタ川に挟まれた地域に限られ、最終的には100年ごろに絶滅したと考えられる。
その後、ヨーロッパにおけるライオンは、アジアライオンの系統が10世紀までコーカサス地方に生き残るのみとなった。
ヨーロッパライオンは過剰な狩猟（ライオン狩りはギリシア人やローマ人にとって一般的なものであった）、生息地の開発、そして野犬との競合のせいで絶滅したとされる。バーバリライオン、アジアライオンとともにヨーロッパライオンは古代ローマの円形闘技場で使われ、そこで闘獣士（en。剣闘士の一種）やカスピトラ、クマ、オーロックスなどといった他の猛獣と闘わされた。ローマ人にとって、北アフリカや中東のライオンに比べて本種は生息地が近隣にあって都合良く、この入手の容易さが早期の絶滅へとつながった。ヨーロッパライオンが複数因子によって絶滅への道を歩んでいたころ、ローマ人は闘技場で闘わせる目的で北アフリカと中東からライオンの輸入を始めている。
なお、ヨーロッパライオンの絶滅に至る詳細な経緯は不明である。

## 近縁種
基本的表記は左から順に、学名、和名および和訳名、英語名を示す。† は「絶滅」の意。
- Panthera leo　ライオン　Lion
  - † Panthera leo fossilis　ヨーロッパホラアナライオン　Early Middle Pleistocene European cave lion
  - † Panthera leo europaea　ヨーロッパライオン　European lion
  - Panthera leo persica　インドライオン　Asiatic lion
  - インドライオン以外の現生するライオン、すなわち、アフリカの現生ライオン（複数亜種）
  - † 有史時代に絶滅したライオン（複数亜種）
- † Panthera spelaea　ユーラシアホラアナライオン　Cave lion
  - † Panthera spelaea vereshchagini　ヒガシシベリアホラアナライオン、もしくは、ベーリングホラアナライオン[7]　East Siberian cave lion or Beringian cave lion
- † Panthera youngi　ヨウシトラ
- † Panthera atrox　アメリカライオン　American lion or North American cave lion